# 11376 Taizomuta
11376 Taizomuta este un asteroid din centura principală de asteroizi.

## Descriere
11376 Taizomuta este un asteroid din centura principală de asteroizi. A fost descoperit pe 20 septembrie 1998 la Kitt Peak National Observatory în cadrul proiectului Spacewatch. Asteroidul prezintă o orbită caracterizată de o semiaxă mare de 2,43 ua, o excentricitate de 0,14 și o înclinație de 1,1° în raport cu ecliptica.